# Femmes d'affaires et Dames de cœur
Femmes d'affaires et Dames de cœur (Designing Women) est une série télévisée américaine en 163 épisodes de 30 minutes, créée par Linda Bloodworth-Thomason et diffusée entre le 29 septembre 1986 et le 24 mai 1993 sur le réseau CBS.
En France, la série est diffusée sur TF1 jusqu'en 1992, sur France 3 de 1992 à 1994 et sur Monté-Carlo TMC de 1994 à 1995 à partir de juillet 1995 sur RTL9, puis sur AB1 et en Belgique sur AB4.

## Synopsis
Julia Sugarbaker (Carter) est la patronne d'un cabinet d'architecture intérieur, Sugarbaker et Associates, chez elle à Atlanta, Géorgie. Sa riche sœur cadette, Suzanne (Burke), est sa commanditaire tandis que les autres partenaires de l'entreprise comprennent l'architecte d'intérieur Mary-Jo Shively (Potts) et la directrice de bureau Charlene (Smart). Les femmes emploient aussi un chauffeur-livreur, Anthony (Taylor).
Les sœurs Sugarbaker sont très différentes : Julia est opiniâtre, intelligente, libérale politiquement et féministe, alors que Suzanne est frivole, coquette et narcissique. Suzanne s'est mariée plusieurs fois et s'est enrichie par ses divorces. Mary-Jo est aussi une divorcée avec deux enfants, alors que Charlene est célibataire. Anthony, lui, est un ex-détenu afro-américain cherchant à se réhabiliter. Il devient partenaire de l'entreprise au cours de la cinquième saison après avoir reçu son baccalauréat à la fin de la saison précédente.
La série remplaça Burke et Smart après la cinquième saison avec deux nouveaux personnages, Allison Sugarbaker (Duffy) et Carlene (Jan Hooks). Dans la série, Suzanne part pour le Japon et Charlene part rejoindre son mari en Angleterre. Allison est la cousine des sœurs Sugarbaker qui rachète les parts de l'entreprise possédées par Suzanne, alors que Carlene est la cousine de Charlene. Duffy partit de la série après une saison, pour être remplacée par Judith Ivey pendant la septième saison. Son personnage, B.J. Poteet, est une riche veuve qui sauve l'entreprise de la ruine après le départ d'Allison.

## Distribution
- Dixie Carter : Julia Sugarbaker
- Annie Potts : Mary-Jo Shively
- Meshach Taylor : Anthony Bouvier
- Delta Burke : Suzanne Sugarbaker (saisons 1 à 5)
- Jean Smart : Charlene Frazier Stillfield (saisons 1 à 6)
- Jan Hooks : Carlene Frazier Dobber (saisons 6 et 7)
- Julia Duffy : Allison Sugarbaker (saison 6)
- Judith Ivey : Bonnie Jean « B.J. » Poteet (saison 7)

## Histoire de production
Au fil des saisons, Delta Burke attira d'importantes critiques à cause de la fluctuation de son poids. Les Bloodworth-Thomason essayèrent de la faire maigrir parce qu'ils pensaient que l'attractivité physique du personnage de Suzanne était menacé. Une amère querelle grandit entre Burke et le couple qui s'aggrava malgré de plusieurs efforts de réconcilation. La presse tabloïde suivit l'histoire avidement. Burke fut congédiée après la cinquième saison (dans la série son personnage déménage au Japon). En même temps, Smart choisit de quitter la série, partant au cours du premier épisode de la sixième saison.
Les actrices remplaçantes de Burke et Smart, Julia Duffy et Jan Hooks, furent très mal accueillies par le public (particulièrement le personnage d'Allison interpreté par Duffy). CBS reçut de nombreuses lettres se plaignant des nouveaux personnages et Duffy partit à la fin de la sixième saison.

## Histoire de diffusion
La série était initialement diffusée le lundi soir sur CBS, mais ensuite elle fut reprogrammée à « l'emplacement mortel » du jeudi soir, et l'audience diminua. Elle fut mise sur pause après 11 épisodes au début 1987, mais après de vives protestation des fans, elle fut une nouvelle fois reprogrammée le dimanche soir à partir de février 1987. Ce deuxième changement de diffusion fut également décevant et la chaîne la replaça le lundi soir le mois suivant. C'est là qu'elle trouva un succès durable.
La série continua à être diffusée le lundi soir jusqu'à la septième saison, quand elle fut reprogrammée le vendredi soir. Le changement eut un effet désastreux sur l'audience (elle tomba du 4e au 40e rang dans les classements d'audience de télévision) et elle fut enfin annulée à la fin de la saison ,.